# Ridderorden in Slowakije
Dit is een lijst van ridderorden in Slowakije.

## Slowakije 1937 - 1945
Na de annexatie van Tsjechoslowakije door Duitsland in de jaren na 1936 werd in Slowakije een Duitse satellietstaat ingesteld. Het land kende twee ridderorden.
- De Orde van Prins Pribina
- De Orde van het Slowaakse Kruis

In 1945 ging Slowakije weer op in een opnieuw ingesteld Tsjechoslowakije.

## Het moderne Slowakije
Slowakije is een van de twee staten die ontstonden toen de Tsjechische en Slowaakse Federale Republiek, de laatste poging om de eenheid van Tsjechoslowakije te bewaren, werd ontbonden. Op 1 januari 1993 verklaarde Slowakije zich soeverein. De federatie was daarmee ontbonden.
Het federale parlement van de Tsjechische en Slowaakse Federale Republiek heeft op 2 oktober 1990 nog twee ridderorden ingesteld. De meeste Tsjechoslowaakse orden en titels werden die dag afgeschaft. Nieuw waren:
- De Orde van Tomas Garrigue Masaryk (Řád T. G. Masaryka)
- De Orde van Milan Rastislav Stefanik (Řád M. R. Štefánika)

Het voortbestaan van de al uit 1921 stammende Orde van de Witte Leeuw (Řád bílého lva) werd die dag bevestigd. De twee presidenten zouden beiden over de orden beschikken.
De drie orden werden na de splitsing Tsjechisch. Slowakije stelde later twee eigen ridderorden en twee kruisen in.
- De Orde van het Witte Dubbele Kruis (Rad Bieleho dvojkríža)
- De Orde van Ľudovít Štúr (Rad Ľudovíta Štúra)

verder zijn er
- Het Kruis van Pribina (Pribinov kríž)
- Het Kruis van M. R. Štefánik (Kríž M. R. Štefánika)

Deze twee kruisen met hun grootlinten en commandeurslinten zijn ridderorden in alles behalve de naam.